# 黑輻雀鯛
黑輻雀鯛（學名：Pomacentrus nigriradiatus），是輻鰭魚綱鱸形目雀鯛科雀鯛屬的其中一種，分布於南太平洋區，包括新喀里多尼亞至美屬薩摩亞，包括洛亞蒂群島、萬那杜、羅圖馬、瓦利斯海域，深度8至20公尺，本魚體呈橢圓形且側扁，吻部圓鈍，體被櫛鱗，體色為灰色至灰棕色，鱗片邊緣黑色或深褐色，形成網狀紋，胸鰭基部具黑斑，胸鰭腋內側棕褐色至淺灰色，臀鰭、尾鰭深灰色，後半部透明，但有黑色輻射線紋，背鰭硬棘13枚、背鰭軟條14-15枚、臀鰭硬棘2枚、臀鰭軟條14-15枚，體長可達7.4公分，棲息在珊瑚礁，以浮游生物為食，繁殖期時成對出現，雄魚會守護卵直到孵化，生活習性不明。